# Tobin Esperance
Tobin Joeseph Esperance (ur. 14 listopada 1979 w Vacaville) – amerykański basista grający w zespole Papa Roach. 

## Życiorys
Urodził się w Vacaville w Kalifornii. Jego rodzice rozwiedli się w 1985, gdy miał 6 lat. W wieku 8 lat dostał od swojego ojca swoją pierwszą gitarę basową i nie tracąc czasu na drogie lekcje nauczył się sam grać. Fascynował się muzyką takich artystów jak Fugazi, Red Hot Chili Peppers, Portishead i Jeff Buckley. Po ukończeniu szkoły średniej, zaczął pracować jako magazynier. 
Podczas pierwszych lat zespołu Papa Roach, pełnił funkcję jako roadie. W 1996 zastąpił Willa Jamesa po kilku testowych występach, tuż przed nagraniem „Old Friends From Young Years”.
Używa pięciostrunowych basów firmy Lakland. Na gitarach tej firmy graj m.in. Chris Squire z Yes i Adam Clayton z U2. Używa strun Dean Markley Blue Steel ML 045 065 080 105 128.
Był głównym autorem piosenek Papa Roacha, napisał i współtworzył całą muzykę do albumów: Getting Away with Murder (2004) i The Paramour Sessions (2006).  
W 2009 nagrał album Metamorphosis. 
Wystąpił w komediodramacie muzycznym Sueño - marzenia (2005) z Johnem Leguizamo, Aną Claudią Talancón i José José.
W 2002 ożenił się z Jennifer, z którą ma córkę o imieniu Ava. Jednak w 2006 doszło do rozwodu.

## Nagrody i nominacje
| Rok  | Nagroda                | Kategoria              | Tytuł         | Rezultat  |
| ---- | ---------------------- | ---------------------- | ------------- | --------- |
| 2000 | MTV Video Music Awards | Nowy artysta           | Papa Roach    | Nominacja |
| 2001 | Nagroda Grammy         | Najlepszy nowy artysta | Papa Roach    | Nominacja |
| 2001 | Nagroda Grammy         | Najlepszy teledysk     | „Broken Home” | Nominacja |